# Magične živali in njihovi ekosistemi
Magične živali in njihovi ekosistemi (Fantastic Beasts and Where to Find Them) (pogosto imenovane preprosto Magične živali) je pomočniška knjižica iz leta 2001 (angleška izdaja), ki ga je napisala britanska avtorica J. K. Rowling (pod psevdonimom izmišljenega avtorja Salamandra Scamandra) o čarobnih bitjih v vesolju Harryja Potterja. Izvirna različica, ki jo je ilustrirala avtorica sama, naj bi bila Harryjev izvod učbenika z istim imenom, omenjenega v knjigi Harry Potter in kamen modrosti, prvem romanu iz serije o Harryju Potterju. Vsebuje več zapiskov, ki naj bi jih ročno napisali Harry, Ron Weasley in Hermiona Granger, v katerih podrobno opisujejo svoje izkušnje z nekaterimi opisanimi živalmi in vključujejo šale, povezane z izvirno serijo.
V intervjuju za založbo Scholastic leta 2001 je Rowlingova izjavila, da se je za temo čarobnih bitij odločila, ker je zabavna in o kateri je že veliko informacij pridobila v prejšnjih knjigah. Rowlingino ime se ni pojavilo na naslovnici prve izdaje, delo je bilo navedeno pod psevdonimom "Salamander Scamander", ki je v knjigah napisal ta učbenik, kot je razvidno iz Harryjevega seznama potrebščin za prvo leto. Ta prva izdaja ni bila izdana v slovenščini.
Knjiga je namenjena dobrodelni organizaciji Comic Relief, ki je povezana z BBC-jem. Več kot 80 % cene vsake prodane knjige gre neposredno revnim otrokom na različnih krajih po svetu. Po podatkih Comic Reliefa je prodaja te knjige in njene spremljevalke Quidditch skozi stoletja (Quidditch Through the Ages) zbrala več kot 20 milijonov evrov (17 milijonov funtov) do julija 2009. 
12. septembra 2013 sta Warner Bros. in Rowlingova napovedala, da bosta posnela film, ki ga bo navdihnila knjiga, in bo prvi v seriji petih takšnih filmov.  Scenaristka je bila Rowlingova sama. Načrt za film si je zamislila, potem ko ji je zamisel predlagala družba Warner Bros. Zgodba ima Salamandra Scamandra kot glavnega junaka in se dogaja v New Yorku, 70 let pred začetkom Harryjeve zgodbe.  Film Magične živali (Fantastic Beasts) je izšel 18. novembra 2016.
14. marca 2017 je izšla nova izdaja knjige z ilustracijami na naslovnici Jonnyja Duddleja in ilustracijami notranjosti Tomislava Tomića, s šestimi novimi živalmi in predgovorom Salamandra Scamandra. Predvideva se, da gre za nov izvod, saj ne vsebuje nobenih ročno napisanih opomb. Izkupiček od te izdaje je namenjen Lumosu in Comic Relief. Ta knjiga je bila prevedena v slovenščino.
7. novembra 2017 je izšla nova izdaja z ilustracijami Olivia Lomenech Gill, ki vsebuje prej omenjeno besedilo iz leta 2017. 1. februarja 2018 je bila za združljive naprave izdana izdaja Kindle in Motion s temi ilustracijami z gibanjem. Ta izdaja ni bila prevedena v slovenščino.

## Povzetek

### Izvirna različica "za bunkelje"(ni prevedena v slovenščino)
Magične živali naj bi bila reprodukcija učbenika, ki je bil v lasti Harryja Potterja in ga je napisal magizoolog Salamander Scamander, lik v izmišljeni seriji o Harryju Potterju. V seriji je magizoologija preučevanje čarobnih živali.
Albus Dumbledore, ravnatelj Bradavičarke, je napisal predgovor in pojasnil namen posebne izdaje te knjige (dobrodelna organizacija Comic Relief). Na koncu bunkeljske bralce zagotavlja: »Zabavna bitja, opisana v nadaljevanju, so izmišljena in vam ne morejo škodovati.« Ponavlja moto Bradavičarke: »Draco dormiens nunquam titillandus«, kar v latinščini pomeni »Nikoli ne žgečkaj spečega zmaja«.
Magične živali in njihovi ekosistemi vsebuje zgodovino magizoologije in opisuje 85 čarobnih vrst, ki jih najdemo po vsem svetu. Scamander pravi, da je večino informacij v knjigi zbral z opazovanji, ki jih je opravil med leti potovanj po petih celinah. Opozarja, da je prvo izdajo leta 1918 naročil Augustus Tcherw iz Enigmračnih knjig, bendar pa je bila objavljena šele leta 1927. Zdaj je v svoji dvainpetdeseti izdaji.
V vesolju Harryja Potterja je knjiga obvezen učbenik za dijake prvega letnika Bradavičarke, saj je odobreni učbenik že od prve objave. V svojem predgovoru h knjigi Albus Dumbledore ugotavlja, da služi kot odličen priročnik za čarovniške gospodinjstva, poleg tega pa se uporablja tudi na Bradavičarki .
Knjiga vsebuje čačke in komentarje, ki sta jih dodala Harry Potter in Ron Weasley, ki si knjigo očitno delita, "ker je Ronova razpadla". Zdi se, da so bili komentarji napisani približno v času četrte knjige, Harry Potter in ognjeni kelih. Te risbe dodajo nekaj dodatnih informacij za oboževalce serije (na primer vnos razdelek z akromantelo ima komentar, ki potrjuje, da se Bradavičarka nahaja na Škotskem), skupaj s komično olajšavo (na primer Harryjeva izjava »saj se ne hecaš«, ko govori o tem, da je romunski reporoževec najstrašnejši zmaj od vseh, kar se nanaša na Harryjevo srečanje z enim v četrti knjigi).
Naslovnica prve izdaje knjige ima očitne sledi krempljev neznane živali.

### Različica »za čarovnike«iz leta 2017
Ta izdaja vsebuje šest novih živali: skrivizadija, hodaka, rogato kačo, kvikgousta, gromovnika in vampusova, poleg prvotnih 75, ilustracije pa so zamenjane. Salamander Scamander v predgovoru pojasnjuje, zakaj šest novih bitij prej ni bilo vključenih - ker je predsednica Čarovniškega kongresa Združenih držav Amerike Seraphina Picquery zahtevala, da se pomembnejša ameriška bitja ne omenjajo, da bi odvrnili čarovniške obiskovalce v času, ko je bila ameriška čarovniška skupnost bolj preganjana kot njihovi evropski kolegi, in potem ko je Scamander prispeval k večji kršitvi Statuta diskretnosti v New Yorku.

### Vloga v seriji oHarryju Potterju
Izmišljeni avtor knjige, Salamander Scamander (angl. Newt Scamander), se ne pojavlja v glavni seriji knjig o Harryju Potterju.
Vendar pa se njegovo ime pojavi na Ravbarjevi karti v filmu Harry Potter in jetnik iz Azkabana.  Je osrednji lik filmske serije Magične živali, v kateri ga igra Eddie Redmayne.

## Predstavljene živali
V knjigi so navedene naslednja mitološka bitja:
- akromantela,
- alkemi,
- augurija,
- barbika,
- bazilisk,
- blebozvon,
- bundimun,
- bušnjevec,
- cornwalski škrateljc,
- čemeromrlj,
- driada,
- duhovin,
- feniks,
- fuper,
- furman,
- graporog,
- grifon,
- gromovnik,
- grundelj,
- himera,
- hipogrif,
- hipokamp,
- hodak,
- horklump,
- irski škrateljc,
- jeti,
- kappa,
- kentaver,
- kozlunek,
- krastafna,
- krilati konj,
- krivoses,
- kuglež,
- kvikgoust,
- lajevec,
- lenužača,
- mačetina,
- maloščipni maloprid,
- mantikora,
- mlevnikon,
- morska kača,
- mrostar,
- mufovatek,
- muš,
- navadni vilinec,
- nogogrizogana,
- nundu,
- ognjena rakovica,
- pepelvija,
- pestunkón,
- peteronog,
- pljucopoc,
- pogrébin,
- pogub,
- povodni ljudje,
- prilep,
- rdeča kapica,
- reciklic,
- re'em,
- renčevec,
- rogata kača,
- runarka,
- salamander,
- samorog,
- semikrink,
- sfinga,
- skrivizadi,
- šnofeljček,
- štrgar,
- švist,
- tatrobež,
- tebo,
- trol,
- tubobuba,
- vampus,
- vodni duhec,
- volkodlak,
- vrtni palček,
- yelsheggwrall,
- zidetek,
- zmaj;
  - antipodski opalokec,
  - hibridski črnuh,
  - kitajski gobarjevec,
  - madžarski dolgorog,
  - navadni waleški zelenec,
  - norveški grbavec,
  - perujski strupozobec,
  - romunski reporoževec,
  - švedski kratkogobčnik,
  - ukrajinski železobuhar.

## Sprejem
Jeff Jensen iz Entertainment Weekly je knjigo ocenil z oceno "A" in zapisal: "Z bogato podrobnimi zgodovinskimi lekcijami in duhovito razpravo, ki analizira razlike med bitjem in živaljo, ter zbirko 85 čarobnih živali, ki je polna Rowlingine značilne besedne igre (čemeromrlj izstopa), živali dodaja novo ključno dimenzijo Potterjevi mitologiji." 

## Prilagoditve

### Zvočna knjiga (angleščina)
Različica knjige iz leta 2017 je bila leta 2017 posneta kot neskrajšana zvočna knjiga. Zvočno knjigo bere Eddie Redmayne v liku Salamanderja Scamanderja.
Leta 2018 jo je Ameriško knjižnično združenje uvrstilo med deset najboljših avdioknjig za mlade odrasle. 

### Filmske priredbe
Magične živali (Fantastic Beasts and Where to Find Them) je britansko-ameriški fantazijski film, ki ga je navdihnila istoimenska knjiga J. K. Rowling. Film, ki je nadaljevanje čarovniškega sveta  iz filmske serije <i id="mwwg">o Harryju Potterju</i> in ga je režiral David Yates, v glavnih vlogah pa igrali Eddie Redmayne, Katherine Waterston, Alison Sudol, Dan Fogler, Samantha Morton, Ezra Miller, Colin Farrell, Carmen Ejogo, Faith Wood-Blagrove, Jenn Murray, Jon Voight in Ron Perlman. Prvemu filmu naj bi sledili še štirje. Glavno snemanje se je začelo 17. avgusta 2015 v studiih Warner Bros. v Leavesdenu. Film Magične živali je izšel v Združenem kraljestvu in Združenih državah Amerike 18. novembra 2016. V Sloveniji je na voljo s podnapisi v slovenščini.
Nadaljevanje je izšlo 16. novembra 2018. Tretji film je izšel 15. aprila 2022 v Združenem kraljestvu in 22. aprila 2022 v Združenih državah Amerike. Tudi ta dva dela imata slovenske podnapise.

### Kulturne prilagoditve
Razstava Fantastične zveri - Čudež narave (Fantastic Beasts - The Wonder of Nature)je bila na ogled v Prirodoslovnem muzeju v Londonu. Razstava, ki je potekala med letoma 2020 in 2021, je rezultat sodelovanja med muzejem, Warner Bros. in oddelkom za naravoslovje BBC Studios  . Razstava je »hibridna predstava«, ki uporablja digitalne interaktivne instalacije in primerke iz zbirke Prirodoslovnega muzeja. Razstava je bila predstavljena tudi na Google Arts and Culture kot spletna razstava.  Razstava je bila prisiljena zapreti svoja vrata dan po odprtju, potem ko so v Londonu uvedli strožje omejitve zaradi covida-19 . Muzej je spletno razstavo promoviral prek družbenih medijev in spletne strani. 
1. ↑  »News«. Comic Relief. 16. julij 2009. Arhivirano iz prvotnega spletišča dne 14. marca 2012. Pridobljeno 10. novembra 2011.
2. ↑  »"Five films exactly". JK Rowling Twitter feed«. 13. oktober 2016.
3. ↑  Tartaglione, Nancy (12. september 2013). »Warner Bros, J.K. Rowling Team For New 'Harry Potter'-Inspired Film Series«. Deadline. Pridobljeno 12. septembra 2013.
4. ↑  »Newt Scamander is in Harry Potter and the Prisoner of Azkaban«. YouTube. 30. maj 2020.
5. ↑  Jensen, Jeff (23. marec 2001). »Fantastic Beasts and Where to Find Them; Quidditch Through the Ages«. Entertainment Weekly. Arhivirano iz prvotnega spletišča dne 6. oktobra 2014. Pridobljeno 29. januarja 2011.
6. ↑  »Fantastic Beasts and Where to Find Them | Awards & Grants«. American Library Association. Pridobljeno 4. aprila 2021.
7. ↑  »J.K. Rowling«. Facebook. Arhivirano iz prvotnega dne 27. junija 2024. Pridobljeno 3. julija 2025.{{navedi splet}}:  Vzdrževanje CS1: bot: neznano stanje prvotnega URL-ja (povezava)
8. ↑  Reynolds, Laura (14. januar 2020). »A Harry Potter Fantastic Beasts Exhibition Is Coming To Natural History Museum«. The Londonist. Pridobljeno 21. junija 2021.
9. ↑  »Fantastic Beasts™ The Wonder of Nature«. Google Arts & Culture.
10. ↑  »Virtual Museum: 14 ways to explore from home«. NHM.com.